# Стахово (Пясечинський повіт)
Стахово (пол. Stachowo) — село в Польщі, у гміні Лешноволя Пясечинського повіту Мазовецького воєводства.
Населення — 86 осіб (2011).
У 1975-1998 роках село належало до Варшавського воєводства.

## Демографія
Демографічна структура станом на 31 березня 2011 року:
|          | Загалом | Допрацездатний вік | Працездатний вік | Постпрацездатний вік |
| -------- | ------- | ------------------ | ---------------- | -------------------- |
| Чоловіки | 44      | 11                 | 31               | 2                    |
| Жінки    | 42      | 9                  | 28               | 5                    |
| Разом    | 86      | 20                 | 59               | 7                    |